# Фінал Ліги чемпіонів УЄФА 2009
Фіна́л Лі́ги чемпіо́нів УЄФА́ 2009 — останній матч у розіграші Ліги чемпіонів УЄФА 2008—2009, 54-й фінал турніру, та 17-й з часів перейменування Кубка європейських чемпіонів на Лігу чемпіонів. Гра пройшла на римському Олімпійському стадіоні, який вміщує понад 72 000 вболівальників та є домашньою ареною для двох столичних клубів: Роми та Лаціо. Стадіо Олімпіко вчетверте приймав фінал турніру після 1996, 1984 та 1977 років.
Долю трофею вирішували каталонська Барселона та чинний володар трофею англійський Манчестер Юнайтед, що відстоював своє звання чемпіона, востаннє таку можливість мав туринський Ювентус у 1997 році. «Червоні дияволи» повторили долю Ювентуса та не змогли захистити свій титул і повторити, таким чином, успіх Мілана у 1990 році, який був останнім клубом, що зміг вдруге поспіль взяли Кубок європейських чемпіонів після перемоги у попередньому розіграші. Захистити свій титул у турнірі після перетворення його на Лігу чемпіонів не вдалося ще жодному клубу, спроба Манчестер Юнайтед стал четвертою за ліком серед клубів Європи. Це був п’ятий поспіль фінал турніру, у якому брали участь англійські команди.
Перший гол у зустрічі був забитий на 10-й хвилині, його автором став Самуель Ето'о, а за 20 хвилин до завершення основного часу другий м'яч у ворота Едвіна ван дер Сара забив найкращий бомбардир Ліги чемпіонів УЄФА 2008—2009 Ліонель Мессі. Таким чином Барселона виграла три великих турніри за один сезон: чемпіонат Іспанії, Кубок Іспанії та Лігу чемпіонів. Цей Кубок став третім для каталонців за 17 років (перша перемога у турнірі 1992 році).

## Протокол матчу
| 27 травня 2009 20:45 UTC+2 |

| Барселона           | 2:0      | Манчестер Юнайтед |
| ------------------- | -------- | ----------------- |
| Ето’о 10' Мессі 70' | Протокол |                   |

| Стадіо Олімпіко, Рим Глядачів: 62 467 Арбітр: Массімо Бузакка, Швейцарія |

| Барселона | Манчестер Юнайтед |

| Барселона:      |    |                    |     |       |
|                 |    |                    |     |       |
| В               | 1  | Віктор Вальдес     |     |       |
| ПЗ              | 5  | Карлес Пуйоль (к)  |     |       |
| ЦЗ              | 24 | Яя Туре            |     |       |
| ЦЗ              | 3  | Херард Піке        | 16' |       |
| ЛЗ              | 16 | Сілвінью           |     |       |
| ОП              | 28 | Серхіо Бускетс     |     |       |
| ЦП              | 6  | Хаві               |     |       |
| ЦП              | 8  | Андрес Іньєста     |     | 90+2' |
| ПВ              | 10 | Ліонель Мессі      |     |       |
| ЛВ              | 14 | Тьєрі Анрі         |     | 72'   |
| ЦН              | 9  | Самуель Ето'о      |     |       |
| Запасні:        |    |                    |     |       |
| В               | 13 | Хосе Мануель Пінто |     |       |
| ЦЗ              | 2  | Мартін Касерес     |     |       |
| ЦЗ              | 46 | Марк Муньєса       |     |       |
| ОП              | 15 | Сейду Кейта        |     | 72'   |
| Ф               | 7  | Ейдур Гудйонсен    |     |       |
| Ф               | 11 | Боян Кркіч         |     |       |
| Ф               | 27 | Педро Родрігес     |     | 90+2' |
| Тренер:         |    |                    |     |       |
| Хосеп Гвардіола |    |                    |     |       |

| МАНЧЕСТЕР ЮНАЙТЕД: |    |                   |       |     |
|                    |    |                   |       |     |
| В                  | 1  | Едвін ван дер Сар |       |     |
| ПЗ                 | 22 | Джон О'Ші         |       |     |
| ЦЗ                 | 5  | Ріо Фердінанд     |       |     |
| ЦЗ                 | 15 | Неманья Відіч     | 90+3' |     |
| ЛЗ                 | 3  | Патріс Евра       |       |     |
| ЦП                 | 8  | Андерсон          |       | 46' |
| ЦП                 | 16 | Майкл Каррік      |       |     |
| ЦП                 | 11 | Райан Ґіґґз (к)   |       | 75' |
| ПВ                 | 13 | Пак Чісон         |       | 66' |
| ЛВ                 | 10 | Вейн Руні         |       |     |
| ЦН                 | 7  | Кріштіану Роналду | 78'   |     |
| Запасні:           |    |                   |       |     |
| В                  | 29 | Томаш Кущак       |       |     |
| ЦЗ                 | 21 | Рафаель           |       |     |
| ЦЗ                 | 23 | Джоні Еванс       |       |     |
| П                  | 17 | Нані              |       |     |
| П                  | 18 | Пол Скоулз        | 81'   | 75' |
| Ф                  | 9  | Дімітар Бербатов  |       | 66' |
| Ф                  | 32 | Карлос Тевез      |       | 46' |
| Тренер:            |    |                   |       |     |
| Сер Алекс Фергюсон |    |                   |       |     |

| Гравець матчу: Хаві Гравець матчу за версією вболівальників: Ліонель Мессі Асистенти головного арбітра: Маттіас Арнет Франчеко Бурагіна Четвертий арбітр: Клаудіо Чіркетта |